# Чёрный чай (фильм)
«Чёрный чай» (англ. Black Tea) — художественный фильм мавританского режиссёра Абдеррахмана Сиссако совместного производства Мавритании, Франции и Люксембурга с Ниной Мело и Чжан Ханем в главных ролях. Его премьера состоялась в феврале 2024 года в рамках основной программы 74-го Берлинского международного кинофестиваля.

## Сюжет
Главная героиня — женщина из Кот-д’Ивуара по имени Айя. Она разрывает помолвку накануне свадьбы, уезжает в Азию и находит работу в компании, экспортирующей чай. Айя знакомится с китайцем Цаем, и между ними возникает страсть.

## В ролях
- Нина Мело — Айя
- Чжан Хань — Цай

## Премьера и восприятие
Премьера картины состоялась в феврале 2024 года на 74-м Берлинском международном кинофестивале. «Чёрный чай» был включён в основную программу, но остался без наград.
Обозреватель портала «ПрофиСинема» в своей рецензии написал, что «Чёрный чай» не соответствует данному создателями определению «трогательная и нежная история любви, преодолевающая культурные различия»: отдельные эпизоды не складываются в единый рассказ. Рецензент «РБК» оценил фильм как «медитативно-элегическую открытку».